# Zeutschach
Zeutschach là một đô thị thuộc huyện Murau thuộc bang Steiermark, nước Áo. Đô thị Zeutschach có diện tích 18,34 km², dân số thời điểm năm 2005 là 1043 người.